# Aircraft Leasing Services (Kenia)
Aircraft Leasing Services is een Keniaanse chartermaatschappij met haar thuisbasis in Nairobi.

## Geschiedenis
Aircraft Leasing Services is opgericht in 1989

## Vloot
De vloot van Aircraft Leasing Services bestaat uit:(juni 2007)
- 2 Bombardier DHC-8- 100